# Glückliche Reise – Singapur und Borneo
Glückliche Reise – Singapur und Borneo ist ein deutscher Fernsehfilm von Wigbert Wicker. Die Produktion des dritten Teils der Fernsehreihe Glückliche Reise erfolgte im Oktober 1991 in Singapur und Kuching (Borneo, Malaysia). Der Film hatte seine Premiere am 14. Januar 1992 auf ProSieben.

## Besetzung
Die Flugzeugbesatzung besteht aus Kapitän Viktor Nemetz (Juraj Kukura), seinem Co-Piloten Rolf Erhardt (Volker Brandt) sowie den Stewardessen Hilde Sieloff (Sabine Kaack), Sabine Möhl (Alexa Wiegandt) und Petra Lotz (Jennifer Nitsch). Die Reiseleiter Sylvia Baretti und Armin Jobst werden von Conny Glogger und Amadeus August gegeben. Als Gastdarsteller sind Carola Höhn, Katerina Jacob, Horst Frank, Michael Roll und Bernd Stephan zu sehen.

## Handlung
Die Mitreisende Angela Winter hat kurz vor dem Abflug von ihrem Freund Albrecht die Mitteilung erhalten, dass er an der Reise nicht teilnehmen wird und diese auf seinen Sohn Florian übertragen hat. Zunächst ist sie enttäuscht und wütend, doch in Singapur stellt sich heraus, dass sie mit Florian das große Los gezogen hat.
Der zehnjährige Thomas ist mit seiner schwerhörigen Oma Eugenie auf Weltreise. Es gelingt ihm immer wieder, den Co-Piloten Rolf, der sich um ihn kümmern soll, in Atem zu halten.
Kapitän Viktor Nemetz besucht auf Borneo einen alten Freund und Kollegen, den undurchsichtigen Glücksritter Jeff Pollak. Während des Besuchs wird Viktor von einheimischen Goldschürfern entführt und als Geisel genommen. Erst wenn Pollak seine Schulden beglichen hat, soll Viktor freigelassen werden. Viktor Nemetz gelingt es zwar, seinen Entführern zu entkommen, allerdings verpasst er den Weiterflug. Zur Enttäuschung des Co-Piloten Rolf Erhardt, der selber mit dem Posten des Chef-Piloten geliebäugelt hatte, wird für Viktor ein Ersatz eingeflogen, der Flugkapitän Lars Breklund.